# FGM-148 재블린
FGM-148 재블린(영어: FGM-148 Javelin)은 1996년부터 배치된 미국의 휴대용 대전차 미사일이다. 70년대 이후 사용되어 온 M47 드래곤 대전차 미사일을 대체했다. 무게는 드래곤과 비슷하지만 파이어 앤 포겟 기능이 있다.

## 같이 보기
- Metic-M
- 현궁